# Endochilus rubicundus
Endochilus rubicundus – gatunek chrząszcza z rodziny biedronkowatych i podrodziny Coccinellinae.
Gatunek ten został opisany w 1898 roku przez Juliusa Weise'a.
Chrząszcz o ciele długości od 5,14 do 5,16 mm. Głowa ciemnoczerwona z brązowawymi czułkami i wargą górną. Przedpelcze jaskrawoczerwone, umiarkowanie szeroko obrzeżone. Obrzeżenia pokryw umiarkowanie szerokie, rzadko i krótko oszczecinione. Pokrywy jaskrawoczerwone z ciemnoczerwonym obrzeżeniem. Linie zabiodrza na pierwszym widocznym sternicie odwłoka na środku szeroko rozdzielone. U obu płci widoczne 5 sternitów odwłokowych, przy czym u samców krawędź tylna piątego jest słabo obrębiona. Prącie z prostym, zaokrąglonym wierzchołkiem.
Gatunek afrotropikalny, znany tylko z Kamerunu.